# Hans Winckelmann (Sänger)
Hans (Johannes) Gustav Winckelmann, auch Hans Winkelmann, (* 14. September 1881 in Hamburg; † 9. Oktober 1943 in Hannover) war ein deutscher Opernsänger und -regisseur.

## Leben
Der Sohn des Wagnersängers Hermann Winkelmann, dessen Großvater der Gründer der Braunschweiger Klavierfabrik Zeitter & Winkelmann Christian Ludewig Theodor Winkelmann war und zu dessen weiteren Vorfahren Johann Joachim Winckelmann gehörte, wurde von seinem Vater zum Wagner-Tenor ausgebildet und studierte in Wien, wo er einen Doktorgrad in Philosophie erwarb. Er begann seine Karriere als Sänger an der Volksoper in Wien und wurde dann erster Tenor an der Prager Oper, später in Schwerin (in seiner Schweriner Zeit drehte er 1921 und 1922 in Berlin drei Filme) und schließlich in Hannover, wo er außerdem mit Rudolf Krasselt jährlich etwa sechs Opern inszenierte. Bis zu seinem Tod im Jahr 1943 oder nur bis zu seiner Amtsenthebung durch die Nazis war er Oberspielleiter am Opernhaus in Hannover. Ferner schrieb er ein Buch mit dem Titel Der Opernspieler (Leipzig: Beck 1940).
Eine erste Ehe schloss er in Wien, eine zweite während seiner Prager Zeit. Aus Winckelmanns Liebesbeziehung mit Lala Pringsheim (Klara Koszler) ging 1923 der Sohn Klaus Pringsheim junior hervor. Am 8. Juni 1927 heiratete er die Tänzerin Almut Upmeyer, mit der er zwei Kinder hatte: Helga (1939–1967) und Axel Winckelmann (1942–1965). 1943 heiratete er, nachdem eine 17 Jahre andauernde Affäre vorangegangen war, seine letzte Frau Hilde. Während der Fliegerangriffe auf Hannover schickte er seine hochschwangere Frau nach Salzburg, wo die Tochter Maria geboren wurde. Er selbst blieb in Hannover zurück und starb während der englischen Bombardements an Herzversagen.

## Filmografie
- 1921: Das Souper um Mitternacht. Abenteuer des Detektivs Harry Wills
- 1921: Die Schatzkammer im See, 1. Teil: Brillantenmarder
- 1922: Matrosenliebste